# Ergavia carinentaria
Ergavia carinentaria là một loài bướm đêm trong họ Geometridae.